# Marofototra
Marofototra est une commune rurale malgache située dans la région de Vatovavy-Fitovinany.